# 1380年代
| 千纪： | 2千纪                                                                                            |
| 世纪： | 13世纪 \| 14世纪 \| 15世纪                                                                       |
| 年代： | 1350年代 \| 1360年代 \| 1370年代 \| 1380年代 \| 1390年代 \| 1400年代 \| 1410年代                 |
| 年份： | 1380年 \| 1381年 \| 1382年 \| 1383年 \| 1384年 \| 1385年 \| 1386年 \| 1387年 \| 1388年 \| 1389年 |

## 大事记
- 1380年，胡惟庸案，明朝废中书省、行省。
- 1381年，明朝制定黄册，1387年，制定鱼鳞册。
- 1381年，英国瓦特·泰勒农民起义。
- 1382年，锦衣卫设立。
- 1388年，捕鱼儿海之战。

## 逝世
- 胡惟庸（1380年）
- 把匝剌瓦尔密（1381年）
- 脱古思帖木儿（1388年）
- 纳哈出（1388年）